# Tower 25
Tower 25, también llamado The White Walls,  es un elegante edificio construido en el centro de Nicosia, la capital de Chipre, en 2013. Fue diseñada por el arquitecto francés Jean Nouvel, autor de importantes edificios y museos en distintos países del mundo. Su diseño novedoso y su céntrica ubicación la han hecho merecedora de importantes premios. La torre tiene una altura de 62 metros y cuenta con 18 plantas, con lo que la Tower 25 es el edificio más alto de la isla de Chipre.

## Arquitectura

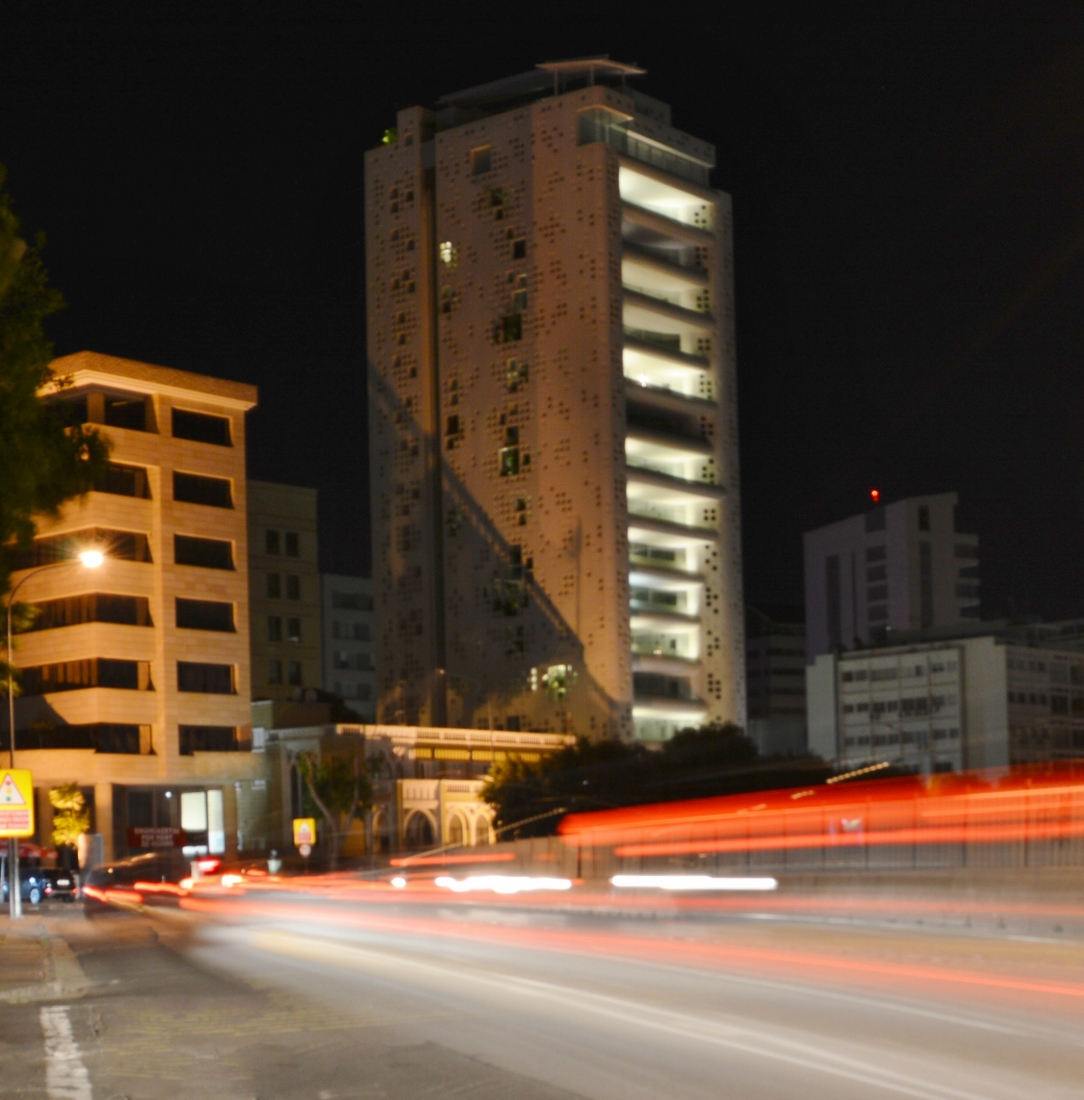
Torre 25 por la noche en la avenida Stasinou

La planta baja, el área de acceso o átrio y los seis primeros pisos están ocupados por las oficinas de la multinacional Ernst & Young (EY), con vistas sobre el centro de la ciudad y las afueras, en todas las direcciones posibles. El séptimo piso contiene un lujoso apartamento que pasa por ser el más alto de toda la capital. El ático o penthouse ocupa los dos pisos últimos. Su diseño único se aproxima a la arquitectura chipriota tradicional. Una piscina corona el edificio. La mayoría de los apartamentos, incluyendo el ático, fueron vendidos antes de que se iniciara la construcción del edificio. La torre está valorada en unos 25 millones de euros y fue acabada a comienzos de 2013.

## Premios
- Mejor Edificio Alto de Europa,en los CTBUH Skyscraper Award de 2016.[3]

## Galería

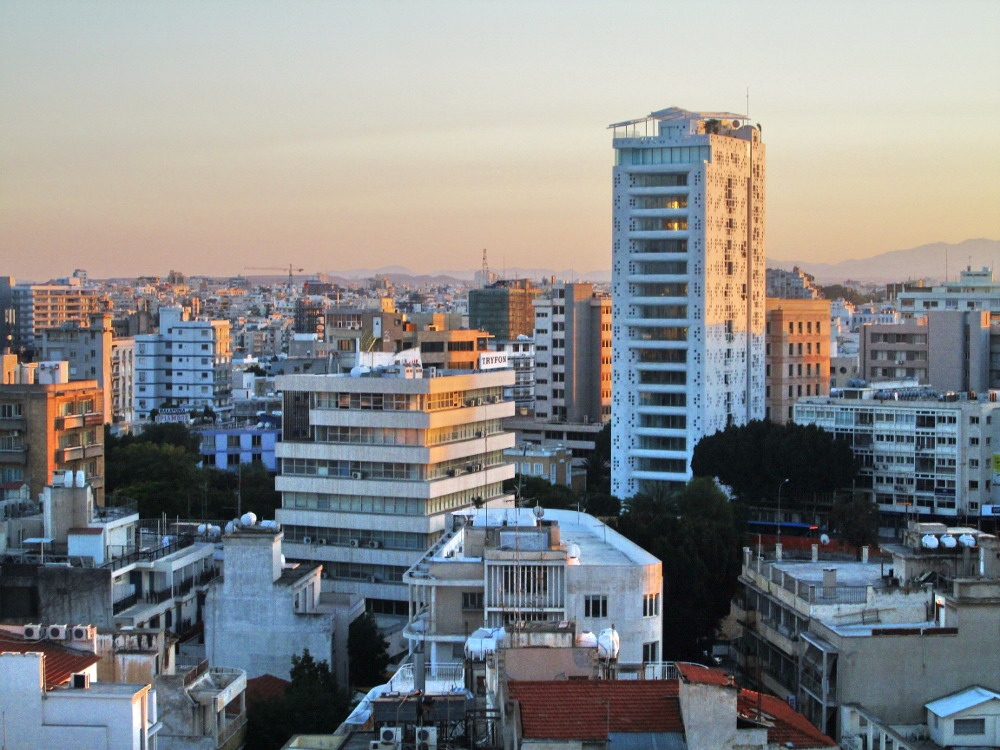
Vista panorámica de Nicosia con Tower 25 en el centro
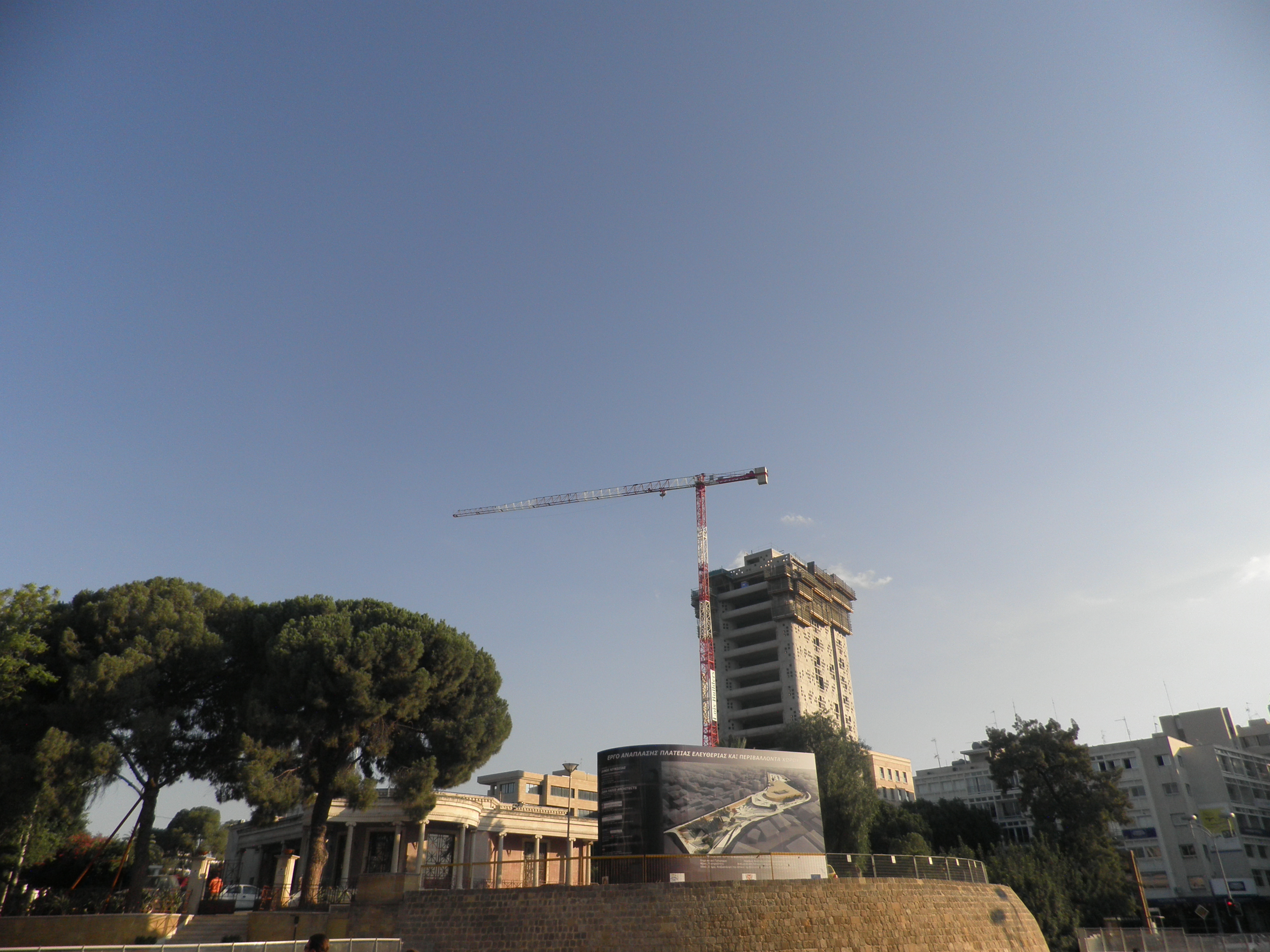
Vista de la plaza Eleftheria.
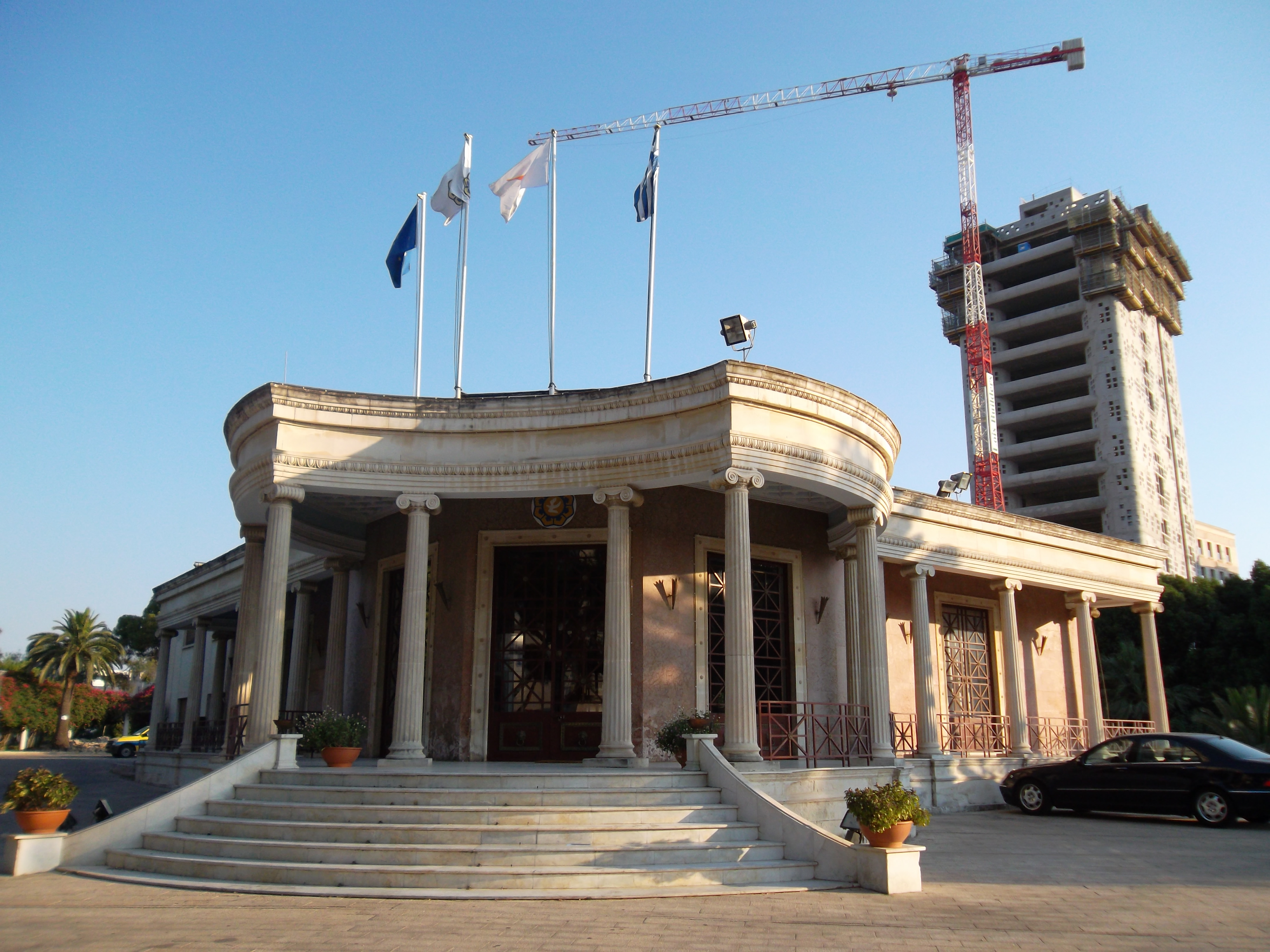
Ayuntamiento de Nicosia y Tower 25 vistos desde plaza Eleftheria.
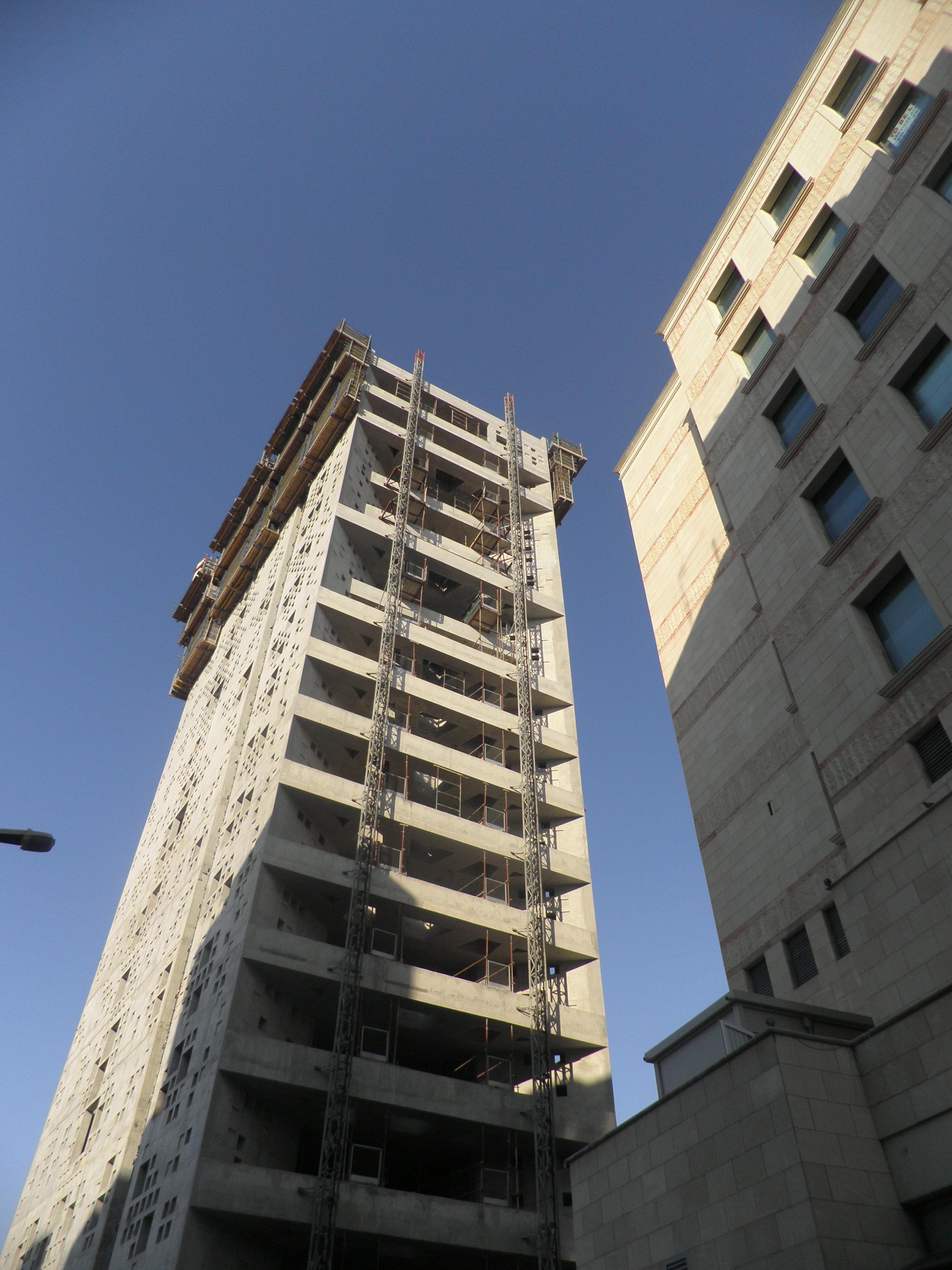
Tower 25 vista desde la avenida Makarios.